# サラマンカ (チリ)
サラマンカ（スペイン語: Salamanca）は、チリ中部コキンボ州チョアパ県の県都である。この都市は、イヤペルの30キロ（19マイル）東、地方行政の中心地、チリのサンティアゴの316キロ（196マイル）北に位置している。

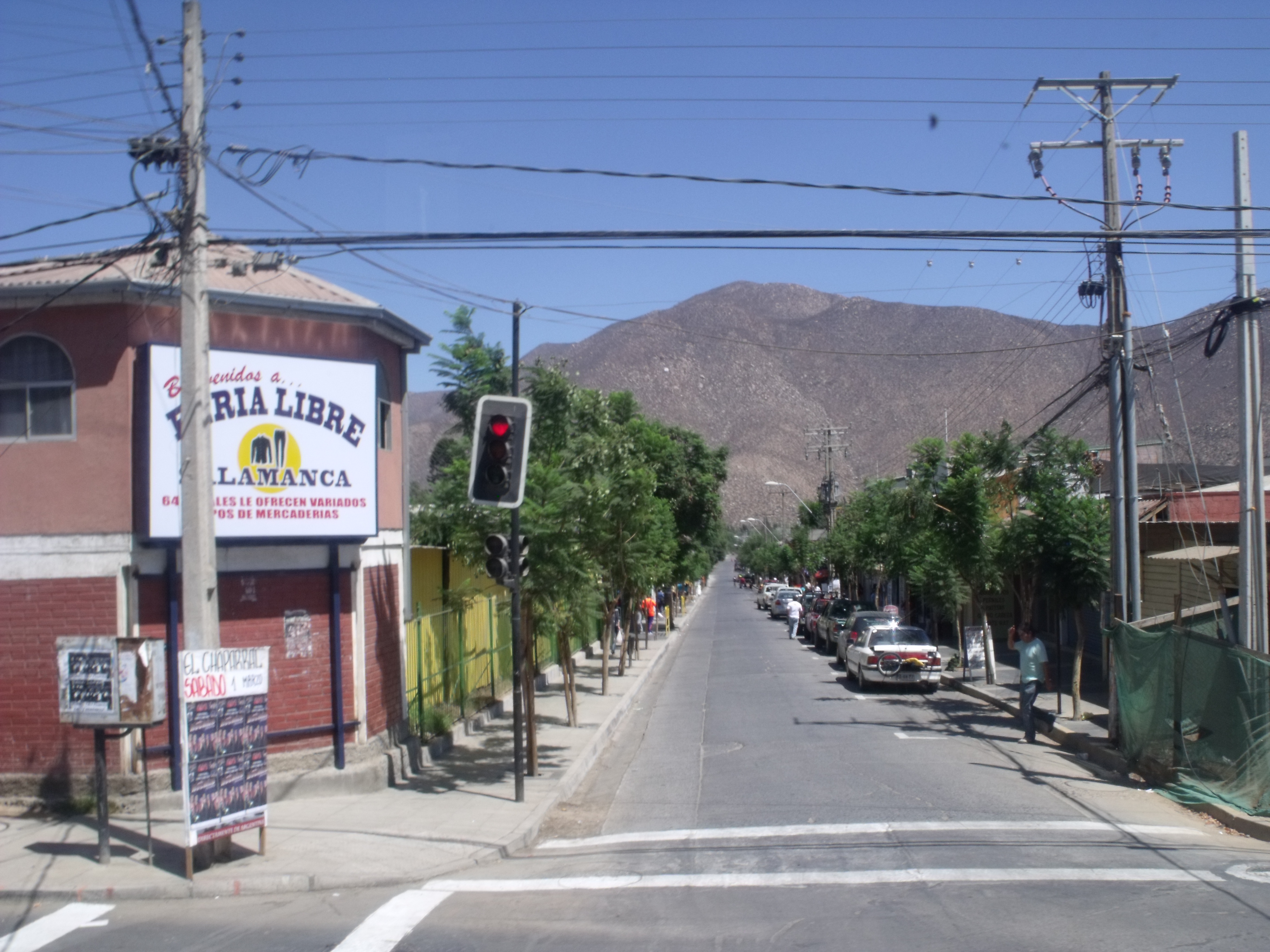
サラマンカ

サラマンカのコムナの地図